# Darreh Morād
Darreh Morād (persiska: درّه مراد, دَرِّه مُراد, Darreh-ye Morād) är en ort i Iran.   Den ligger i provinsen Lorestan, i den nordvästra delen av landet, 290 km sydväst om huvudstaden Teheran. Darreh Morād ligger 2 100 meter över havet och antalet invånare är 143.
Terrängen runt Darreh Morād är lite kuperad. Runt Darreh Morād är det ganska tätbefolkat, med 54 invånare per kvadratkilometer. Närmaste större samhälle är Zālīān, 6,8 km öster om Darreh Morād. Trakten runt Darreh Morād består i huvudsak av gräsmarker.